# Palazzo Centi
Palazzo Centi è un palazzo storico dell'Aquila, dichiarato monumento nazionale nel 1902.
Fino al 2009 è stato sede della presidenza della Regione Abruzzo.

## Storia
Il palazzo fu costruito su una preesistenza databile al XVI secolo, attribuita alla famiglia Alfieri-Ossorio, di cui vi è scarna documentazione; di tale preesistenza rimane testimonianza di una datazione riferibile al 1556 incisa su una parete dell'edificio. Dalla pianta incisa da Giacomo Lauro, su disegno del Fonticulano, nel 1622 si rileva che il palazzo originario fosse di dimensioni notevoli, sviluppandosi su tre livelli al pari delle altre principali architetture civili della città.
In seguito al terremoto dell'Aquila del 1703, il palazzo fu largamente rimaneggiato inglobando, in un involucro dal gusto tardobarocco, la preesistenza cinquecentesca. Nel 1747 Gian Lorenzo Centi di Montereale acquistò la casa Alfieri-Ossorio e nel 1752 divenne proprietario dell'intero aggregato dando inizio ai lavori di ricostruzione che si protrassero fino al 1772. L'intento della famiglia era quello di vendicarsi per la non ammissione al patriziato aquilano, erigendo un palazzo che superasse le altre dimore nobiliari per dimensioni ed eleganza; secondo la leggenda, invece, il palazzo fu fatto costruire da Lorenzo per poter chiedere la mano della discendente della famiglia Dragonetti, di più alto rango rispetto ai Centi.
Il progetto è storicamente attribuito al Mastro Cola de Cicco, al secolo Loreto Cicchi di Pescocostanzo.
Il palazzo rimase dimora della famiglia Centi per oltre due secoli. Alla metà degli anni Novanta del XX secolo divenne sede di rappresentanza della Regione Abruzzo, che ne acquistò definitivamente la proprietà nel 2002. In seguito, tra il 2003 ed il 2006, l'edificio fu sottoposto ad un intervento di restauro e rifunzionalizzazione; in questo periodo, la presidenza si trasferì temporaneamente presso il Palazzo Branconio. 
Nel 2009, nonostante il consolidamento di pochi anni prima, il palazzo subì gravi danni a causa del terremoto dell'Aquila, venendo dichiarato inagibile; di conseguenza, la presidenza regionale è stata temporaneamente trasferita presso il Palazzo Silone. L'iter per il nuovo restauro del palazzo è stato particolarmente travagliato ed i lavori hanno avuto inizio solamente nel 2020.

## Descrizione
Palazzo Centi è situato nel quarto di Santa Giusta, frontalmente all'omonima chiesa capoquarto, a poca distanza dalla piazza del Duomo. La sua edificazione ha rappresentato il più evidente tra i ribaltamenti volumetrici che si verificarono tra l'architettura civile e quella religiosa nell'ambito della ricostruzione successiva al terremoto dell'Aquila del 1703.
L'edificio ha, inoltre, un'altra peculiarità: è uno dei pochissimi palazzi aquilani, nonché l'unico di questa importanza, ad occupare interamente un isolato, ossia a presentarsi mediante quattro facciate libere che ne accentuano il carattere monumentale, , con i quattro angoli rivestiti da paraste a tutta altezza e capitello ionico. Oltre alla facciata principale rivolta verso est su piazza Santa Giusta, si affaccia quindi su via Bazzano a nord, via Rosso Guelfaglione a ovest e via Celestino V a sud, dove è presente uno spazio terrazzato collegato al palazzo. Presenta dimensioni di circa 42 m sul lato lungo e 36 m su quello corto, per un'impronta a terra di quasi 1 500 m². In alzato si sviluppa su tre livelli, mentre in pianta presenta uno schema quadrangolare a corte centrale, molto regolare.
La facciata principale, tripartita, è caratterizzata da una imponente balconata, sorretta da sei colonne in stile borromiano, che sovrasta il maestoso portale ed offre riferimenti al Palazzo Compagnoni-Marefoschi di Macerata; le colonne, ruotate di 45 gradi, rimandano al Palazzo Doria-Pamphili a Roma mentre il portale ricorda il Palazzo Trivulzio a Milano. 
Al di sotto del giardino terrazzato adiacente al palazzo è situata un'enorme neviera in pietra, di forma cilindrica, tra le più grandi presenti in Italia. La neviera, la cui origine potrebbe essere antecedente a quella del palazzo, fu realizzata probabilmente per usi commerciali, essendo la neve un importante sistema di conservazione degli alimenti.